# 科氏擬鈎鯰
科氏擬鈎鯰，為輻鰭魚綱鯰形目甲鯰科的其中一種，為熱帶淡水魚，分布於南美洲委內瑞拉Caroni河上游的Kukenan河流域，體長可達8.1公分，棲息在岩石底質水流湍急底層水域，生活習性不明。